# 冯汝梅
冯汝梅（?—?）广西北流人，清末立宪派政治人物。

## 生平
冯汝梅是清朝光绪年间举人。1909年10月14日广西谘议局在桂林成立，冯汝梅当选议员，并由议员互选，经广西巡抚定为资政院议员。 冯汝梅曾经写过一篇几百字的短文，“号召民众为争取生存起而推翻清政府”。